# André Reichardt

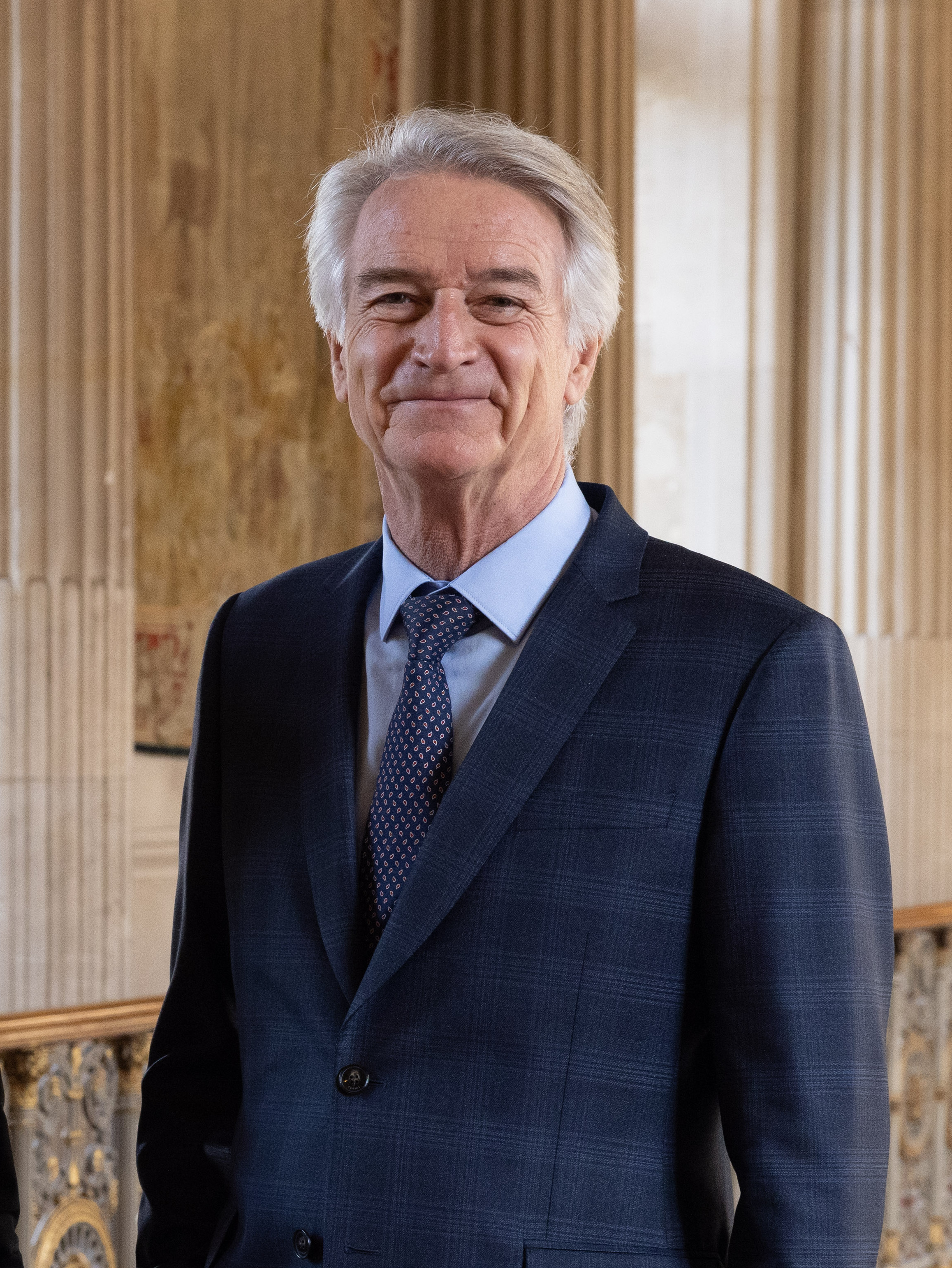
André Reichardt, 2021

André Reichardt (* 5. Dezember 1949 in Wissembourg, Département Bas-Rhin) ist ein französischer Politiker der UMP. Er war vom 14. September 2009 bis zum 25. Mai 2010 Präsident des Regionalrates des Elsass mit Sitz in Straßburg.
Reichardt war bei den Kommunalwahlen im Jahr 1995 zum Bürgermeister von Souffelweyersheim gewählt und in den Jahren 2001 und 2008 wiedergewählt worden, bevor er seinen Platz an seinen Stellvertreter Patrick Kurtz abgab, als er zum Präsidenten des Regionalrates im Jahr 2009 gewählt wurde. Er war bereits Vize-Präsident des Regionalrates des Elsass zwischen 1998 und 2009 und er ist auch Berater des Stadtverbandes Straßburg.
Weiterhin übt er die Funktion eines Parteivorsitzenden seines Bezirkes seit Dezember 2008 aus.
| Personendaten    | Personendaten                 |
| ---------------- | ----------------------------- |
| NAME             | Reichardt, André              |
| KURZBESCHREIBUNG | französischer Politiker (UMP) |
| GEBURTSDATUM     | 5. Dezember 1949              |
| GEBURTSORT       | Wissembourg                   |